# 洛扎县
洛扎县（藏語：ལྷོ་བྲག་རྫོང，威利转写：lho brag rdzong，藏语拼音：Lhozhag）是中华人民共和国西藏自治区山南市下属的一个县。
县内最高海拔7568米，最低海拔1600米，平均海拔3820米。

## 行政区划
洛扎县下辖2个镇、5个乡：
洛扎镇、拉康镇、扎日乡、色乡、生格乡、边巴乡和拉郊乡。

## 人口
根據第七次人口普查數據，截至2020年11月1日零時，洛扎縣常住人口為19865人。

## 交通
- 219国道过境。